# 成希顔
成 希顔（ソン・ヒアン、朝鮮語: 성희안、1461年1月 - 1513年7月）は、朝鮮前期の文臣・朱子学者・性理学者・作家・外交官。字は愚翁、号は仁斎、諡号は忠定。本貫は昌寧成氏。
嶺南学派の宗祖の佔畢斎金宗直の門下生として学び、1485年（成宗16年）別詩文科の乙科に合格して官職に上がったが、連山郡を風刺する詩を書いたため、従九品に降格とされる。以後、中宗反正に積極的に参加して昇格した。反正後左議定を経て領議政に至った。

## 生涯
副判官成瓚とその妻の全州李氏の間で生まれた。母方の祖父は徳泉君李厚生。早くに金宗直を訪ねて彼の門下で学びを修めた。 1480年（成宗11年）生原市に合格して生員となり、成均館で儒学者となった。
1485年（成宗16年）別詩文科の乙科に合格し、当時成宗の崇儒政策に新進として国王が諮問を求めるほど金宗直の弟子たちの中でもとりわけ学びが深かった。その後、礼賓寺主簿となった。
燕山君時代にも文武要職を経て、1499年（燕山君5年）には軍器寺副正となり、西征都元帥李季全の従事官を務めた。 1503年、同知中枢府事として明に派遣される謝恩師の副事となり、世子の本封告名を受け取るために行ってきた。明の国に行って皇太子の朱厚㷖に対する下礼をして帰ってきた功労で昇進した。
1504年、吏曹を務めるとき、楊花渡の望遠亭で遊びを楽しむ燕山君の暴政を風刺した詩を詠み、怒りをかって従九品の官職に降格された。この時を前後して、燕山君の暴政は日に加えて民心もさらに離れていき、側近さえも見放した状態だった。成希顔は1506年、朴元宗と共に反正を図って名望家だった柳順汀を参加させ、辛允武・朴元宗・朴栄文などに軍隊を動員させて晋城大君を擁立することに賛同した。また、権信である柳子光にも秘密に連絡して報酬を約束して参加を導いた。
また南袞・李荇・李芑など金宗直の他の門下生たちとも連絡し、彼らの同意と支持を得ている。
1506年、燕山君の暴政が連日続くと朴元宗、柳順汀と結託して中宗反正を起こして燕山君を廃位させ、中宗を擁立した。反正を成功させた功を認められ、秉策奮義決策翊運靖国功臣の一等級に称された。続いて、兵曹判書、吏曹判書、大使憲などの官職を換算され、崇録貸付の地位に上がった。しかし、学問を研磨していた彼は、階級が上がったにもかかわらず、贅沢にも、いくつかの貢女をそばにしても人の道に外れるようなことは決してしなかった。
翌年の1507年、昌山府院君兼判義禁府事となり、文在主に当代の史代部を説得し、国内混乱を収拾して反政の後処理を行った。中宗即位に明高命が難しくなると、成希顔は反正に対する認定を受けるために明に直接請承襲使を請うことに行った。明に行った時は、燕山君が適当の継承者ではなく、今や成宗の真の継承者が現れたというように明の皇帝を説得した。帰国後には実録総裁官となり、「烏山軍日記」の編纂を主管した。
1509年、右議定となって翌年勃発した三浦倭乱では、兵曹判曹の職を勤めたり、軍部を総括したりもした。以後、武官たちを抜擢、登用する政策を展開し、「成希顔を罷免せよ」という告発を受けたが、王が不問に伏せさせた。その後、左議定を経て1513年に領議政に任命された。
死後中宗の陵墓の隣に埋葬された。諡号は忠定である。

## 参考
- “中宗反正（チュンジョンバンジョン）”. もう一度観たい！韓国ドラマおすすめ情報♪ (2021年6月22日). 2022年9月5日閲覧。
- “ソン・ヒアン／成希顔 | 続★同好大長今的「チャングムの誓い」ドラマガイド”. 続★同好大長今. 2022年9月5日閲覧。

- Kim Haboush, JaHyun and Martina Deuchler (1999). Culture and the State in Late Chosŏn Korea.  Cambridge: Harvard University Press. ISBN 9780674179820; OCLC 40926015
- Lee, Peter H. (1993). Sourcebook of Korean Civilization, Vol.  1. New York: Columbia University Press. ISBN 9780231079129, 9780231079143, 9780231104449; OCLC 26353271